# Паш-е-Софлі
Паш-е-Софлі (перс. پش سفلي) — село в Ірані, у дегестані Дейламан, у бахші Дейламан, шагрестані Сіяхкаль остану Ґілян. За даними перепису 2006 року, його населення становило 74 особи, що проживали у складі 17 сімей.

## Клімат
Середня річна температура становить 10,23°C, середня максимальна – 26,01°C, а середня мінімальна – -6,97°C. Середня річна кількість опадів – 397 мм.
| Клімат поселення                              | Клімат поселення | Клімат поселення | Клімат поселення | Клімат поселення | Клімат поселення | Клімат поселення | Клімат поселення | Клімат поселення | Клімат поселення | Клімат поселення | Клімат поселення | Клімат поселення | Клімат поселення |
| Показник                                      | Січ.             | Лют.             | Бер.             | Квіт.            | Трав.            | Черв.            | Лип.             | Серп.            | Вер.             | Жовт.            | Лист.            | Груд.            |                  |
| Середній максимум, °C                         | 4,84             | 5,78             | 8,78             | 14,70            | 19,52            | 23,91            | 26,01            | 25,80            | 22,45            | 18,78            | 11,97            | 6,93             |                  |
| Середня температура, °C                       | −1,06            | −0,12            | 2,86             | 8,80             | 13,61            | 18,01            | 20,80            | 20,59            | 17,24            | 13,57            | 6,78             | 1,72             |                  |
| Середній мінімум, °C                          | −6,97            | −6,03            | −3,05            | 2,90             | 7,70             | 12,12            | 15,59            | 15,40            | 12,04            | 8,36             | 1,56             | −3,48            |                  |
| Норма опадів, мм                              | 36               | 38               | 61               | 49               | 36               | 12               | 12               | 11               | 15               | 36               | 44               | 47               |                  |
| Середньомісячна швидкість вітру, м/с          | 2.00             | 2.48             | 2.79             | 3.09             | 2.56             | 2.30             | 2.19             | 2.02             | 1.90             | 1.88             | 2.17             | 1.95             |                  |
| Середньомісячна сонячна радіація, кДж/м²·день | 7619             | 10040            | 12544            | 16684            | 20694            | 23530            | 23506            | 20579            | 17367            | 12456            | 9240             | 7281             |                  |
| --------------------------------------------- | ---------------- | ---------------- | ---------------- | ---------------- | ---------------- | ---------------- | ---------------- | ---------------- | ---------------- | ---------------- | ---------------- | ---------------- | ---------------- |
| Джерело:                                      |                  |                  |                  |                  |                  |                  |                  |                  |                  |                  |                  |                  |                  |